# 秋葉原映画祭
秋葉原映画祭（あきはばらえいがさい、英語: Akiba Film Festival, AFF）とは、日本の東京・秋葉原で、毎年開催されている映画祭。
メイン会場は、2018年12月に新設された神田明神ホールとなる。そのほか、シアター会場として秋葉原UDXシアター、サブ会場として富士ソフト・アキバシアターを利用している。同時開催（提携）している、アイドルライブの会場は、秋葉原P.A.R.M.S、AKIBAカルチャーズ劇場、Twin Box AKIHABARAといった秋葉原周辺のライブハウスを利用し、その年度によって会場を変更をしている。秋葉原映画祭2020・2021は、同年度の5月3日〜5日（3日間）の日程で開催する予定であったが、新型コロナウイルス感染拡大防止および政府発動の緊急事態措置を受けて開催中止を発表。助成金に頼らない運営体制だったため、無期限の休止に追い込まれる。2024年11月、秋葉原国際映画祭2024、実行委員会に特別顧問として参画。2025年、5年の休止期間を経て、クリエイターの発掘・育成・集いを目的とした新しい文化創造の場として、2025年にリジェネレーション（再始動）すると発表された。

## 概要
コンセプトは、“アキバ”に来る人の“大好き”を集めた映画祭。アニメ作品を中心に、漫画原作、ライトノベルズ原作、ゲーム原作やアイドル主演に関連した作品など、主にポップカルチャーのカテゴリーに入る作品を上映する。映画祭として、スクリーンに向かって、声を出して（応援・合唱・拍手・声援・アフレコ）鑑賞できる応援上映を実施した初めての映画祭としている。自治体などが関与をする一般的な映画祭とは一線を画し、地元の有志やボランティアが集って開催している独立系の映画祭である。秋葉原映画祭実行委員会（共催 一般社団法人千代田産業振興協会）が、事務局として企画・運営をしている。

### 特長
- 観客が声を出して参加できる映画祭で、サイリウムなどを使い、応援・合唱・拍手・声援・アフレコなどが可能である（発声上映作品に限る）。
- 映画祭と同時開催として、アイドルライブ（メンズアイドル・メイド選手権など含む）と提携し、映画を見たあともアキバ文化を楽しんでもらえるように設計されている。
- 映画祭の半券チケット提示による割引特典を付与し、アトレ秋葉原をはじめ、秋葉原周辺の提携している店舗や飲食店、ライブ会場などで使用ができるようになっている。
- 声優やアイドル・タレントが出演する作品など、AFFで初お披露目となる作品を、プレミア上映としている。

### その他
- 地元・秋葉原を舞台にして、ライブアイドルたちで、企画から製作をしたアイドル短編映画部門を上映（AFF2017年度）。
- 本映画祭の開催時期は、開催月を固定しておらず、年度によって変わっている。

## 会場
メイン会場は、2018年12月に新設された、神田明神ホールとし、秋葉原クロスフィールド内にある、UDX4Fの秋葉原UDXシアター、富士ソフトアキバプラザ2Fのアキバシアターをサブ（シアター）会場として利用している。秋葉原周辺のライブ会場やホールなど、年度によってライブや提携企画の上映が行われる。初年度は、秋葉原UDXシアターがメイン会場。2017年度は、UDXの2階にあるアキバ・スクエア、秋葉原UDXシアターの2会場を利用した。2018年度は、富士ソフトアキバシアターを、新たなサブ会場として追加した。2019年度より、新設された神田明神ホールがメイン会場となる。

## 開催日・上映作品

### 第1回 秋葉原映画祭2016
開催日：2016年1月8日（金） - 1月11日（月）
| 回    | 開催日        | 上映作品                                                 | 会場              |
| ----- | ------------- | -------------------------------------------------------- | ----------------- |
| 第1回 | 2016年1月8日  | シンドバッド（空とぶ姫と秘密の島／魔法のランプと動く島） | 秋葉原UDXシアター |
| 第1回 | 2016年1月8日  | アイズ（乃木坂46・主演 伊藤万理華）                      | 秋葉原UDXシアター |
| 第1回 | 2016年1月8日  | 劇場版デート・ア・ライブ 万由里ジャッジメント            | 秋葉原UDXシアター |
| 第1回 | 2016年1月8日  | ラブライブ！ -The School Idol Movie-                     | 秋葉原UDXシアター |
| 第1回 | 2016年1月9日  | 火垂るの墓（実写版）                                     | 秋葉原UDXシアター |
| 第1回 | 2016年1月10日 | 百日紅 〜Miss HOKUSAI〜                                  | 秋葉原UDXシアター |
| 第1回 | 2016年1月10日 | THE NEXT GENERATION -パトレイバー- -首都決戦 DC版-       | 秋葉原UDXシアター |
| 第1回 | 2016年1月10日 | ARIA The AVVENIRE                                        | 秋葉原UDXシアター |
| 第1回 | 2016年1月10日 | 屍者の帝国                                               | 秋葉原UDXシアター |
| 第1回 | 2016年1月11日 | たまゆら〜卒業写真〜 第3部 憧 -あこがれ-                 | 秋葉原UDXシアター |
| 第1回 | 2016年1月11日 | 紅殻のパンドラ                                           | 秋葉原UDXシアター |
| 第1回 | 2016年1月11日 | サイボーグ009 vs デビルマン                              | 秋葉原UDXシアター |
| 第1回 | 2016年1月11日 | ハーモニー                                               | 秋葉原UDXシアター |

### 第2回 秋葉原映画祭2017
開催日：2017年4月1日（土） - 4月3日（月）
| 回    | 開催日       | 上映作品                                          | 鑑賞方法     | 会場              |
| ----- | ------------ | ------------------------------------------------- | ------------ | ----------------- |
| 第2回 | 2017年4月1日 | スーパー歌舞伎II ワンピース                       | 発声上映     | 秋葉原UDXシアター |
| 第2回 | 2017年4月1日 | 四月は君の嘘                                      | 通常上映     | 秋葉原UDXシアター |
| 第2回 | 2017年4月1日 | KING OF PRISM by PrettyRhythm                     | 応援上映     | 秋葉原UDXシアター |
| 第2回 | 2017年4月1日 | シン・ゴジラ                                      | 発声上映     | 秋葉原UDXシアター |
| 第2回 | 2017年4月2日 | 傷物語 ＜III 冷血篇＞                             | 通常上映     | 秋葉原UDXシアター |
| 第2回 | 2017年4月2日 | モンスターストライク -THE MOVIE はじまりの場所へ- | 通常上映     | 秋葉原UDXシアター |
| 第2回 | 2017年4月2日 | ポッピンQ                                         | 発声上映     | 秋葉原UDXシアター |
| 第2回 | 2017年4月2日 | ガールズ&パンツァー 劇場版                        | 発声上映     | 秋葉原UDXシアター |
| 第2回 | 2017年4月2日 | 映画 聲の形                                       | 通常上映     | 秋葉原UDXシアター |
| 第2回 | 2017年4月3日 | Boonie Bears Mystical Winter（原題）              | 通常上映     | 秋葉原UDXシアター |
| 第2回 | 2017年4月3日 | 華うつろ 花は咲く（元乃木坂46・主演 畠中清羅）    | プレミア上映 | 秋葉原UDXシアター |
| 第2回 | 2017年4月3日 | チャットゾーン（主演 AKB48・鈴木まりや）          | プレミア上映 | 秋葉原UDXシアター |
| 第2回 | 2017年4月3日 | GANTZ:O                                           | 通常上映     | 秋葉原UDXシアター |

※2017年度から発声可能上映を実施

#### アイドル短編映画部門 in AFF2017
開催日：2017年4月1日（土） - 4月3日（月）
| 回    | 開催日       | 上映作品                        | 監督       | 出演                          | 会場           |
| ----- | ------------ | ------------------------------- | ---------- | ----------------------------- | -------------- |
| 第2回 | 2017年4月1日 | ロンドンブルーの憂鬱            | 今野恭成   | LONDON BLUE                   | オオカゼ寫眞館 |
| 第2回 | 2017年4月1日 | かける少女                      | 工藤渉     | ステーション♪                 | オオカゼ寫眞館 |
| 第2回 | 2017年4月2日 | psychopomp / SKULLS IN THE STAR | Dan Szpara | NECRONOMIDOL                  | オオカゼ寫眞館 |
| 第2回 | 2017年4月2日 | 歌舞伎町の少女                  | 小菅雄貴   | 鶴巻星奈、ジジ@クロワドリリー | オオカゼ寫眞館 |
| 第2回 | 2017年4月3日 | おじろくおばさの神隠し          | 永井光洋   | パラレルドリーム              | オオカゼ寫眞館 |

#### AKIBA'S TRIP 生コメンタリー抜粋上映会
開催日：2017年4月3日（月）
| 回    | 開催日       | タイトル                              | 出演                                   | 会場              |
| ----- | ------------ | ------------------------------------- | -------------------------------------- | ----------------- |
| 第2回 | 2017年4月3日 | AKIBA'S TRIP 生コメンタリー抜粋上映会 | 和田昌之、長久友紀、池畠監督、兵頭一歩 | 秋葉原UDXシアター |

### 第3回 秋葉原映画祭2018
開催日：2018年5月3日（木） - 5月5日（土）
| 回    | 開催日       | 上映作品                                      | 鑑賞方法     | 会場                     |
| ----- | ------------ | --------------------------------------------- | ------------ | ------------------------ |
| 第3回 | 2018年5月3日 | 君の名は。                                    | 合唱上映     | 秋葉原UDXシアター        |
| 第3回 | 2018年5月3日 | 猫カフェ（主演 久保ユリカ）                   | プレミア上映 | 秋葉原UDXシアター        |
| 第3回 | 2018年5月3日 | 映画 中二病でも恋がしたい! -Take On Me-       | 発声上映     | 秋葉原UDXシアター        |
| 第3回 | 2018年5月3日 | GODZILLA 怪獣惑星                             | 発声上映     | 富士ソフトアキバシアター |
| 第3回 | 2018年5月3日 | 夜明け告げるルーのうた                        | 通常上映     | 富士ソフトアキバシアター |
| 第3回 | 2018年5月4日 | KING OF PRISM -PRIDE the HERO-                | 応援上映     | 秋葉原UDXシアター        |
| 第3回 | 2018年5月4日 | ハッピーメール（主演 野呂佳代）               | プレミア上映 | 秋葉原UDXシアター        |
| 第3回 | 2018年5月4日 | 劇場版 マジンガーZ / INFINITY                 | Z叫上映      | 秋葉原UDXシアター        |
| 第3回 | 2018年5月4日 | あさひなぐ                                    | 通常上映     | 富士ソフトアキバシアター |
| 第3回 | 2018年5月4日 | それ ～それがやって来たら…（主演 平松可奈子） | 絶叫上映     | 富士ソフトアキバシアター |
| 第3回 | 2018年5月5日 | ノーゲーム・ノーライフ ゼロ                   | 発声上映     | 秋葉原UDXシアター        |
| 第3回 | 2018年5月5日 | コードギアス 反逆のルルーシュI 興道           | 発声上映     | 秋葉原UDXシアター        |
| 第3回 | 2018年5月5日 | コードギアス 反逆のルルーシュII 叛道          | 発声上映     | 秋葉原UDXシアター        |
| 第3回 | 2018年5月5日 | チャットレディのキセキ（主演 吉川友）         | プレミア上映 | 富士ソフトアキバシアター |
| 第3回 | 2018年5月5日 | ONE PIECE FILM GOLD                           | 発声上映     | 富士ソフトアキバシアター |

※全15作品中、10作品が発声上映

#### 有村昆のバカデミーシネマラボ 特別講演会
開催日：2018年5月3日（木）
| 回    | 開催日       | タイトル                              | 出演   | ゲスト       | 会場                     |
| ----- | ------------ | ------------------------------------- | ------ | ------------ | ------------------------ |
| 第3回 | 2018年5月3日 | バカデミーシネマラボ AFF2018 特別講演 | 有村昆 | TOKYO SABERZ | 富士ソフトアキバシアター |

### 第4回 秋葉原映画祭2019

#### えのぐ 5th LIVE  Presented by 秋葉原映画祭
開催日：2018年12月18日（火）
| 回    | 開催日         | タイトル                                  | 出演   | 会場           |
| ----- | -------------- | ----------------------------------------- | ------ | -------------- |
| 第4回 | 2018年12月18日 | えのぐ 5th LIVE Presented by 秋葉原映画祭 | えのぐ | 神田明神ホール |

※AFF2019 こけら落とし特別公演
開催日：2019年1月12日（土） - 1月14日（月・祝）
| 回    | 開催日        | 上映作品                                                  | 鑑賞方法     | 会場                     |
| ----- | ------------- | --------------------------------------------------------- | ------------ | ------------------------ |
| 第4回 | 2019年1月12日 | クロノス・ジョウンターの伝説（主演 下野紘）               | プレミア上映 | 神田明神ホール           |
| 第4回 | 2019年1月12日 | 映画けいおん!（アニメ・リバイバル特別上映）               | 発声上映     | 神田明神ホール           |
| 第4回 | 2019年1月13日 | アスリート 〜俺が彼に溺れた日々〜                         | プレミア上映 | 秋葉原UDXシアター        |
| 第4回 | 2019年1月13日 | ホラーちゃんねる（主演 SKE48・菅原茉椰、AKB48・岩立沙穂） | プレミア上映 | 秋葉原UDXシアター        |
| 第4回 | 2019年1月13日 | 文豪ストレイドッグス DEAD APPLE                           | 発声上映     | 秋葉原UDXシアター        |
| 第4回 | 2019年1月13日 | コードギアス 反逆のルルーシュIII 皇道                     | 発声上映     | 秋葉原UDXシアター        |
| 第4回 | 2019年1月13日 | ごっこ                                                    | 一般上映     | 富士ソフトアキバシアター |
| 第4回 | 2019年1月13日 | 若おかみは小学生!                                         | 応援上映     | 富士ソフトアキバシアター |
| 第4回 | 2019年1月13日 | GODZILLA 星を喰う者                                       | 発声上映     | 富士ソフトアキバシアター |
| 第4回 | 2019年1月13日 | ペンギン・ハイウェイ                                      | 発声上映     | 富士ソフトアキバシアター |
| 第4回 | 2019年1月14日 | 走り続けてよかったって。                                  | 一般上映     | 秋葉原UDXシアター        |
| 第4回 | 2019年1月14日 | フリクリ オルタナ                                         | 発声上映     | 秋葉原UDXシアター        |
| 第4回 | 2019年1月14日 | フリクリ プログレ                                         | 発声上映     | 秋葉原UDXシアター        |
| 第4回 | 2019年1月14日 | 劇場版 のんのんびより ばけーしょん                        | 発声上映     | 秋葉原UDXシアター        |

※全14作品中、9作品が発声上映

#### 秋葉原映画祭 de まねきケチャ
開催日：2019年1月12日（土）
| 回    | 開催日        | タイトル                     | 出演         | 会場           |
| ----- | ------------- | ---------------------------- | ------------ | -------------- |
| 第4回 | 2019年1月12日 | 秋葉原映画祭 de まねきケチャ | まねきケチャ | 神田明神ホール |

※AFF2019 単独ライブ公演

#### 有村昆のバカデミーシネマラボ 特別講演会
開催日：2019年1月13日（日）
| 回    | 開催日        | タイトル                              | 出演   | ゲスト | 会場                     |
| ----- | ------------- | ------------------------------------- | ------ | ------ | ------------------------ |
| 第4回 | 2019年1月13日 | バカデミーシネマラボ AFF2019 特別講演 | 有村昆 | 未定   | 富士ソフトアキバシアター |

#### 邪神ちゃんドロップキック 名シーン上映会
開催日：2019年1月14日（月）
| 回    | 開催日        | タイトル                                | 出演                   | 会場              |
| ----- | ------------- | --------------------------------------- | ---------------------- | ----------------- |
| 第4回 | 2019年1月14日 | 邪神ちゃんドロップキック 名シーン上映会 | 大森日雅、小坂井祐莉絵 | 秋葉原UDXシアター |

### 秋葉原映画祭2020
開催日：2020年5月3日（日） - 5月5日（火・祝）
| 開催日              | タイトル         | 会場                                       |
| ------------------- | ---------------- | ------------------------------------------ |
| 2020年5月3 - 5月5日 | 秋葉原映画祭2020 | 神田明神ホール、UDXシアター、AKIBAシアター |

※AFF2020は、新型コロナウイルス感染拡大防止の為、開催中止

### 秋葉原映画祭2021
開催日：2021年5月3日（月・祝） - 5月5日（水・祝）
| 開催日              | タイトル         | 会場                                       |
| ------------------- | ---------------- | ------------------------------------------ |
| 2021年5月3 - 5月5日 | 秋葉原映画祭2021 | 神田明神ホール、UDXシアター、AKIBAシアター |

※AFF2021は、新型コロナウイルス感染拡大防止および政府発動の緊急事態措置を受け、開催中止

### 秋葉原国際映画祭2024
開催日：2024年11月9日（金） - 11月11日（月）
| 開催日                 | タイトル             | 会場                                              |
| ---------------------- | -------------------- | ------------------------------------------------- |
| 2024年11月9 - 11月11日 | 秋葉原国際映画祭2024 | 神田明神EDOCCO STUDIO、UDXシアター、AKIBAシアター |

※AIFF2024への協力要請により実行委員会をサポート

## 公式キャラクター
名前は、嶋音ミル（しまねみる）。2017年に、秋葉原映画祭のイメージキャラクターとして誕生。
初年度（AFF2016）のイメージカラーであったオレンジを髪色とし、「シネマを見る」から命名されている。その名前やツインのロングテールなど、初音ミクと酷似している面もある。2018年、作画に人気絵師の紅緒を迎え、公式キャラクターへと昇格した。性格は天真爛漫で、アニメからゲームを好み、ラノベ読書、アイドルも大好きというリアル厨二な14才の女の子。映画はアニメやOVAを含めると年間720本を鑑賞するという設定。｢あーくん｣というアスキーアートが実体化したマスコットキャラがいつも帯同している。
CVは声優の福緒唯が担当している。

## 公式アンバサダー／公式サポーター
AFF2017より、公式アンバサダーとして、映画コメンテーター・有村昆を起用している。AFF2018から、公式サポーターとして、新たにRAB（リアル アキバ ボーイズ）が参加する。AFF2019は、RABに加え、新たに秋葉原出身のコツメカワウソの妖精ちぃたん☆、人気コスプレイヤーえなこ、声優・アーティストで活躍中の竹達彩奈、バーチャルライブグループ・にじさんじなど、多くのインフルエンサーたちが、公式サポーターとして参加した。